# Octopath Traveler
Az Octopath Traveler körökre osztott szerepjáték, melyet a Square Enix fejlesztett az Acquire-rel közösen és a Nintendo jelentetett meg. A játék 2018. július 13-án jelent meg Nintendo Switch videójáték-konzolra, melyet 2019. június 7-én egy Windows-, 2020. április 28-án egy Google Stadia-, illetve 2021. március 25-én egy Xbox One-átirat követett.

## Játékmenet és cselekmény

Az Octopath Traveler a „HD-2D” nevű képi megjelenést alkalmazza

A Octopath Traveler körökre osztott szerepjáték, melynek „HD-2D” képi megjelenése van, mely a 16 bites Super NES-stílusú szereplősprite-okat és textúrákat poligonalapú környezetekkel és nagyfelbontású effektekkel párosítja. A játékosok nyolc kalandor szerepét ölthetik magukra, akik mind-mind más okból kezdik meg az utazásaikat. Minden szereplőnek van egy egyedi képessége, melyet a nemjátékos szereplőkkel való interakciók során alkalmazhatnak. Ezek a képességek két kategóriába vannak besorolva; az egyik a „nemes”, melyben a képesség hatásfokát az adott szereplő szintje és pénze határozza meg, illetve a „zsivány”, amely képességek használatával elveszítheti az adott szereplő a hitelességét a nemjátékos szereplők körében. Példának okáért, Olberic és H’aanit párbajra hívhatja a nemjátékos szereplőket, Cyrus és Alfyn bizonyos információkat tudhat meg tőlük, Tressa és Therion tárgyakat szerezhet tőlük, míg Ophilia és Primrose vezényelheti őket, hogy a harcok során elő tudják őket hívni.
A játék csatái körökre osztottak, melyben a játékosok különféle fegyverekkel és elementális csapásokkal támadhatnak, illetve képességeket és tárgyakat is használhatnak. A játszható szereplők minden kör végén „fokozópontokat” kapnak, melyből legfeljebb ötöt halmozhatnak fel. A játékosok a körük során egy parancs fokozására legfeljebb három pontot használhatnak fel, melynek köszönhetően az irányított szereplőjük többször is támadhatnak, megemelhetik a védelmük vagy egy képesség potenciálját. Az ellenfeleknek van egy páncélmérője, ami csökken ha a játékos azzal a fegyverrel vagy elementális csapással támad rájuk, melyekkkel szemben gyengék. Ha a mérő nullára csökken, akkor kábult állapotba kerülnek, amely alatt jobban sebződnek, illetve egy körből is kimaradnak.

## Fejlesztés és megjelenés
Az Octopath Travelert 2017. január 13-án jelentették be, Project Octopath Traveler munkacímmmel. 2017. szeptember 13-án megjelent egy játszható előzetes verzió a Nintendo eShop kínálatában, melyet 2018. június 14-én egy második  követett. A második demóban továbbfejlesztett játékmechanikai elemek, illetve mind a nyolc játszható szereplő is helyet kapott, az előzetesből a mentéseket is át lehet vinni a teljes játékba. A játék 2018. július 13-án jelent meg világszerte, és normál kiadás mellett egy korlátozott példányszámú is a piacra került, utóbbi a játék mellett annak zenei anyagát, a játékbéli pénznem másolatát, egy kihajtogatós könyvet és egy térképet is tartalmaz.
A projektet Takahasi Maszasi és Aszano Tomoja producerek kezdték el el, utóbbi ezt megelőzően a Bravely sorozat fejlesztését vezette. Az Acquire-t a What Did I Do to Deserve This, My Lord? sorozaton való munkájuk révén választották fejlesztési partnernek, amelyben megmutatták a pixelgrafikai képességeiket. A fejlesztési folyamat során számos grafikai lehetőséggel, köztük a mélységgel, a felbontással és a színtelítettséggel, illetve egyéb funkciókkal, így például hogy a víz pixeles vagy fotorealisztikus legyen is kísérleteztek a „HD-2D” megjelenés tökéletesítése érdekében. A nyolc játszható szereplőre – négy férfi és négy nő – azért volt szükség, hogy különböző csapatváltozatokat biztosítsanak. Mindegyikük más kasztba van besorolva, megjelenésük és képességeik különböző a középkori Európára jellemző mesterségen alapul. Az első demóban azért választották Olbericet és Primrose-t a főszereplőknek, mivel a történetük hasonló helyen kezdődik, illetve a fejlesztők azt akarták, hogy a többi szereplő a történet végigjátszása után nyíljon meg. Takahasi szerint a játékhoz nem fog letölthető tartalom vagy nagyobb tartalmi frissítés megjelenni.

## Fogadtatás
| Összegzőoldal | Értékelés  |
| ------------- | ---------- |
| Metacritic    | NS: 83/100 |

| Szerző                | Értékelés |
| --------------------- | --------- |
| Destructoid           | 7,5/10    |
| GameSpot              | 8/10      |
| IGN                   | 9,3/10    |
| Nintendo Life         | [ 13 ]    |
| Nintendo World Report | 9/10      |
| VideoGamer.com        | 8/10      |

Az Octopath Traveler „általánosságban kedvező” kritikai fogadtatásban részesült a Metacritic kritikaösszegző weboldal szerint. Jeremy Parish a Polygonon közzétett elemzése szerint a játék „az a varázslatos szerepjáték, melyre a Nintendo Switchnek szüksége volt.” Peter Brown GameSpoton megosztott cikkében méltatta a játék „innovatív harcrendszerét”, a szereplőfejlődési rendszerét, valamint a képi világát. Ezzel szemben a legfőbb negatívumként emelte ki a nyolc játszható szereplő történetszálát, melyet „erőtlennek” és „repetitívnek” nyilvánított.

## Fordítás
- Ez a szócikk részben vagy egészben  az   Octopath Traveler című angol Wikipédia-szócikk ezen változatának fordításán alapul.  Az eredeti cikk szerkesztőit annak laptörténete sorolja fel. Ez a jelzés csupán a megfogalmazás eredetét és a szerzői jogokat jelzi, nem szolgál a cikkben szereplő információk forrásmegjelöléseként.